# Bled - Podhom
Bled - Podhom este o arie protejată (arie specială de conservare — SAC, sit de importanță comunitară — SCI) din Slovenia întinsă pe o suprafață de 4,41 ha, integral pe uscat.

## Localizare
Centrul sitului Bled - Podhom este situat la coordonatele 46°23′01″N 14°05′30″E / 46.3836°N 14.0918°E.

## Înființare
Situl Bled - Podhom a fost declarat sit de importanță comunitară în aprilie 2004 pentru a proteja 1 specie de plante. Situl a fost protejat și ca arie specială de conservare în februarie 2012.

## Biodiversitate
Situată în ecoregiunea continentală, aria protejată conține 3 habitate naturale: Pajiști cu Molinia pe soluri calcaroase, turboase sau argilos-nămoloase (Molinion caeruleae), Mlaștini calcaroase cu Cladium mariscus și specii de Caricion davallianae, Mlaștini alcaline.
La baza desemnării sitului se află o specie protejată de  plante: moșișoare (Liparis loeselii).